# 劉彙
劉彙（？—？），唐朝徐州彭城县人。劉藏器之孙，刘知几第三子。
劉彙博涉经史，历任给事中、尚书右丞、江陵大都督府长史。天宝十五年（756年）六月，唐玄宗因安史之乱幸蜀，以盛王李琦为广陵大都督，领江南东路及淮南河南等路节度支度采访等使，以劉彙为之副，以广陵长史李成式为副大使、兼御史中丞。至德二载（757年）正月，唐肃宗以永王傅劉彙为丹阳太守兼防御使。大历年间，官至左散骑常侍、荆南长沙节度使。有《劉彙集》三卷，其子刘赞。